# LaToya Sanders
LaToya Sanders (11 de setembro de 1986) é uma basquetebolista profissional turca-estadunidense. Atualmente joga no Washington Mystics, disputando a WNBA.

## Carreira
LaToya Sanders integrou a Seleção Turca de Basquetebol Feminino, na Rio 2016, que terminou na sexta colocação.